# 社交購物
社交購物（英語：Social shopping）是一種电子商务的方法，讓購物者可以互相參與購物體驗。隨著社交購物的興起，網路也開發社交購物功能或在其網站上推出社交購物網絡。在1990年代，開啟了現在所謂的「數位經濟」，數位經濟有時又被稱作「新經濟」。